# 迪特尔·梅舍德
迪特尔·梅舍德（德語：Dieter Meschede，1954年4月17日—），德国男子赛艇运动员。他曾代表西德参加奥地利菲拉赫举办的1976年世界赛艇锦标赛，获得男子轻量级八人单桨有舵手金牌。